# Cola lizae
Cola lizae là một loài thực vật có hoa thuộc họ Sterculiaceae.
Loài này chỉ có ở Gabon.
Chúng hiện đang bị đe dọa vì mất môi trường sống.
Loài này được miêu tả lần đầu vào năm 1987 và được đặt tên theo Liz Williamson, một nhà nghiên cứu ở Lopé.